# Grammitis bryophila
Grammitis bryophila là một loài dương xỉ trong họ Polypodiaceae. Loài này được Maxon F. Seym. mô tả khoa học đầu tiên năm 1975.